# Kolping Jugendgemeinschaftsdienste

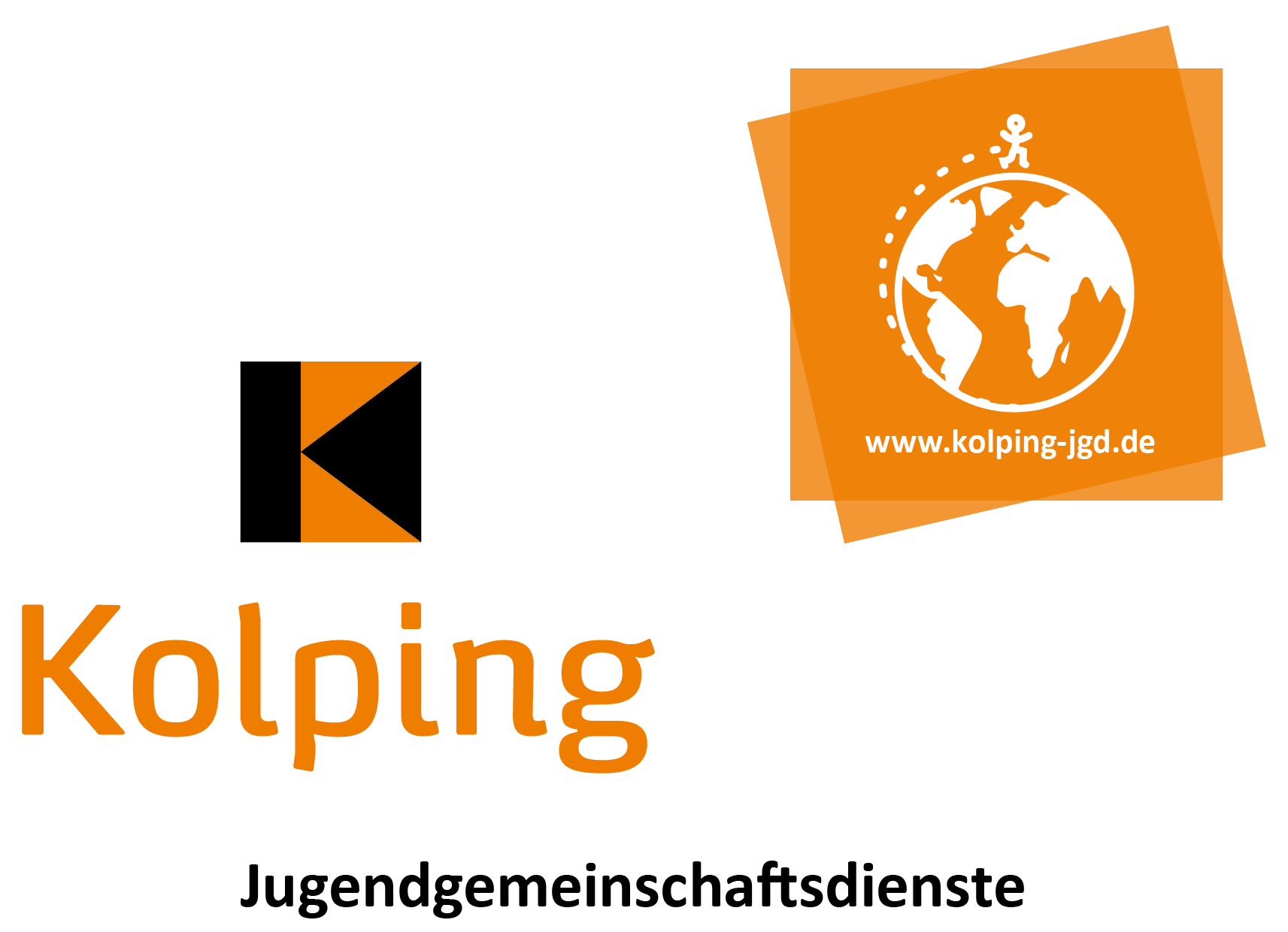
Logo der Kolping Jugendgemeinschaftsdienste

Die Kolping Jugendgemeinschaftsdienste (JGD) – Kolpingwerk Deutschland gGmbH Abteilung: Jugendgemeinschaftsdienste – wurden 1953 gegründet und sind eine Abteilung des Kolpingwerks Deutschland. Die JGD sind Workcamp-Organisation und Entsendeorganisation für weltwärts-Freiwilligendienste. Ziel der Arbeit ist es, durch internationale, interkulturelle Jugendarbeit einen Beitrag zu Völkerverständigung zu leisten.

## Geschichte
Die Kolping JGD wurden 1953 gegründet. Damals war eine Jugendbegegnung als erste Annäherung an die ehemaligen Feinde des Zweiten Weltkrieges, Grund und Inhalt von gemeinsamen Arbeitseinsätze auf Soldatenfriedhöfen in Frankreich, Italien und Belgien. Diese Einsätze hatten einen starken symbolischen Charakter und waren ein erster Schritt aufeinander zu. Getragen vom Erfolg dieser Projekte wurden schon Ende der 1950er Jahre erste Kontakte mit israelischen Jugendlichen initiiert.
1968 beteiligten sich die JGD an der Aktion Brasilien des Kolpingwerkes. Solidarität mit Menschen in aller Welt wurde damit zentrales Thema der Projektarbeit der JGD in den Ländern des globalen Südens. Seitdem finden jedes Jahr regelmäßig Workcamps in Kooperation mit Partnerorganisationen in vielen verschiedenen Ländern statt, zum Beispiel in Kenia, Indien, Ecuador, Costa Rica, Indonesien und Fidschi.

## Workcamps
Die JGD bieten verschiedene Formen von Workcamps an. Die Projekte in Europa ähneln der klassischen Idee eines Workcamps, in der Jugendliche und junge Erwachsene mit anderen Freiwilligen gemeinsam an einem Projekt arbeiten und sich durch die geteilte, solidarische Arbeit auch über kulturelle Grenzen hinweg besser kennenlernen und verstehen.
Die internationalen Workcamps der JGD sind als Bildungs- und Gruppenreise konzipiert, in der eine Gruppe – nach Vorbereitung in Workshops und Seminaren – mit einer ehrenamtlichen Projektleitung gemeinsam in ein anderes Land reist, um in einem Projekt einige Wochen lang gemeinsam mit den Menschen vor Ort zu arbeiten und zu leben. Die Workcamps haben unterschiedliche inhaltliche Ausrichtungen und sind zum Teil eher ökologisch, handwerklich oder sozial fokussiert. Die Arbeit ist jedoch in allen Projekten nur „Mittel zum Zweck“, um den Alltag und die Anliegen der Menschen vor Ort besser zu verstehen und um eine Basis für den interkulturellen Austausch zu schaffen.
Die Finanzierung wird über Teilnahmebeiträge und Bezuschussungen des BMFSFJ für Teilnehmende bis 27 Jahren geregelt. Die Workcamps sind offen für Teilnehmende jeden Alters, einige Projekte sind ab 16 oder ab 17 Jahren, andere erst ab 18 zugänglich.

## weltwärts
Seit 2008 sind die JGD anerkannte weltwärts-Entsendeorganisation. Schon zuvor wurden Einsatzstellen für selbstfinanzierte Freiwilligendienste vermittelt, inzwischen jedoch ausschließlich über das vom BMZ-finanzierte weltwärts-Programm. Seitdem wurden mehr als 500 Freiwillige entsandt. 2020 wurden Einsätze in 18 Ländern angeboten.
Die JGD schulen und begleiten die Freiwilligen das ganze Jahr über. Die JGD führen ihre Zwischenseminare – wenn möglich – selbst durch, in einigen Ländern ist dies jedoch nicht möglich.

## Süd Nord
Seit 2016 sind die JGD auch Entsendeorganisation für die weltwärts Süd-Nord-Komponente. Jedes Jahr erhalten Freiwillige aus Partnerländern die Chance, sich für ein Jahr in einem gemeinnützigen Projekt in Deutschland zu engagieren.